# آنا ناهاپتووا
آنا رودیونی ناهاپتووا (ارمنی: Աննա Ռոդիոնի Նահապետովա؛ انگلیسی: Anna Nakhapetova؛ ۱۴ اکتبر ۱۹۷۸) یک بازیگر و رقصنده باله اهل روسیه-ارمنستان است. وی از سال میلادی تا کنون فعالیت می‌کند.

## زندگی‌نامه
وی در ۱۴ اکتبر ۱۹۷۸ در مسکو به دنیا آمد و از آکادمی باله واگانووا و آکادمی دولتی هنر رقص مسکو (۱۹۹۶) فارغ‌التحصیل شد. وی در تالار بولشوی فعالیت کرده است.